# Венгерские рапсодии

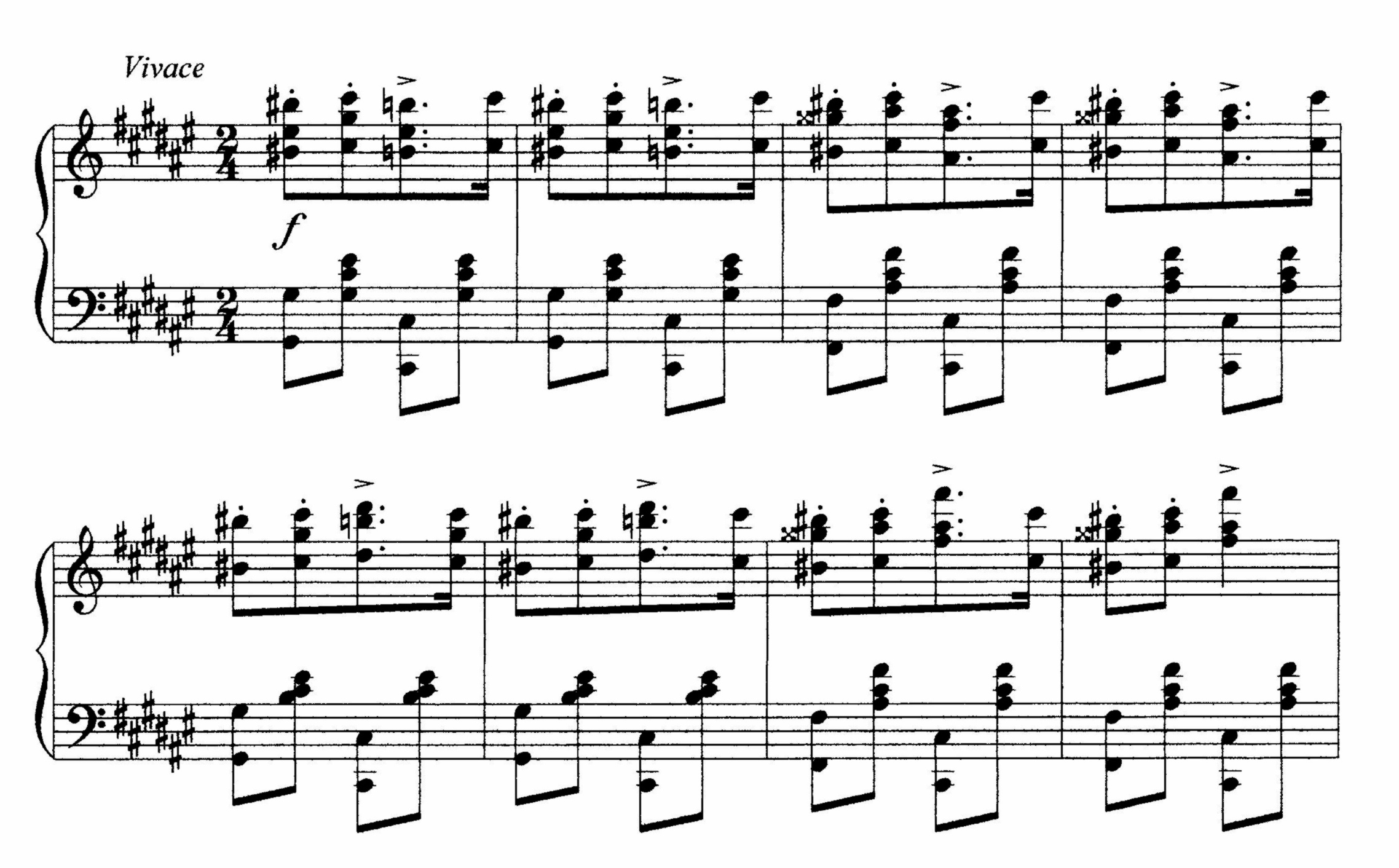
Главная тема из фриски Венгерской рапсодии № 2

«Венгерские рапсодии» S.244, R.106 (фр. Rhapsodies hongroises, нем. Ungarische Rhapsodien, венг. Magyar rapszódiák) — сборник из 19 произведений для фортепиано Ференца Листа, написанных в разные годы, между 1846 и 1885. Слово «венгерский» в заголовке указывает на использование национального материала — от исторических реалий и персон до конкретных стилевых элементов фольклора. Ряд венгерских рапсодий Лист аранжировал для оркестра (в соавторстве с Францем Доплером) и камерного ансамбля. Наиболее известна Венгерская рапсодия № 2, популярны также рапсодии № 6, 10, 12 и 14.

## История создания
Основой для «Венгерских рапсодий» послужил предыдущий сборник Листа «Венгерские мелодии и рапсодии» (1840—1848 годы), который содержит 21 пьесу. Рапсодия № 1 датируется около 1851 года, тогда же впервые была опубликована № 2, написанная в 1847 году (оба произведения в до-диез миноре), спустя два года появились рапсодии № 3—15, потом, после почти тридцатилетнего перерыва, композитор создал № 16 (1882 год), а в 1885 — № 17—19.

## Аранжировки
Шесть рапсодий (№ 2, 5, 6, 9, 12, 14) были переложены Листом и Доплером для оркестра (номер по каталогу произведений S.359). При этом нумерация оркестровых версий 1-6 соответствует оригинальным фортепианным рапсодиям № 14, 2, 6, 12, 5 и 9. В оркестровых версиях рапсодий используются, в числе прочего, цимбалы и гитары, что добавляет музыке национальный колорит и красочность.
В 1874 году Лист также создал для этих шести рапсодий аранжировки для фортепианного дуэта. Позднее были созданы аранжировки для фортепианного дуэта Рапсодии № 16 (1882 год), № 18 (1885 год) и № 19 (1885 год). Также Лист сделал аранжировку для фортепиано, скрипки и виолончели Рапсодий № 9 и 12.
Рапсодия № 14 легла в основу произведения Листа для фортепиано и оркестра «Венгерская фантазия».

## Форма
Инструментальная рапсодия (от древнегреческого «рапсод», странствующий декламатор эпических песен) как жанр, по мнению специалистов, является изобретением именно Листа — при том, что это название употреблялось и до него (к примеру, чешским композитором Томашеком).
Лист объединил ряд музыкальных тем, характерных для родной ему западной Венгрии, которые было принято считать народными, при том что на самом деле многие мелодии имели конкретных авторов; их часто исполняли цыганские музыканты. На построение рапсодий заметное влияние оказал венгерский танец вербункош, в котором медленные части (lassan) традиционно чередуются с быстрыми (friska), имеющими в своей основе чардаш. К этому добавляются стилевые элементы, характерные для цыганских ансамблей, в том числе, имитация цимбал и цыганский звукоряд.

## Список рапсодий
| Номер рапсодии | Тональность     | Год публикации | Кому посвящена         | Комментарии |
| -------------- | --------------- | -------------- | ---------------------- | --- |
| 1              | до-диез минор   | 1851           | Эде Сердахейи          | Рапсодия имеет подзаголовок «Мечты и фантазии» (фр. Rêves et fantaisies).                                                      |
| 2              | до-диез минор   | 1851           | Ласло Телеки           | = Рапсодия № 2 для оркестра.                                                                                                   |
| 3              | си-бемоль мажор | 1853           | Лео Фестетич           | |
| 4              | ми-бемоль мажор | 1853           | Казимир Эстерхази      | |
| 5              | ми минор        | 1853           | Сидония Ревицки        | Имеет подзаголовок «Героическо-элегическая» (фр. Héroïde-élégiaque). = Рапсодия № 5 для оркестра.                              |
| 6              | ре-бемоль мажор | 1853           | Антуан д'Аппони        | = Рапсодия № 3 для оркестра.                                                                                                   |
| 7              | ре минор        | 1853           | Фери Орци              | |
| 8              | фа-диез минор   | 1853           | Антон Аугус            | Подзаголовок «Каприччио» (Capriccio).                                                                                          |
| 9              | ми-бемоль мажор | 1853           | Генрих Вильгельм Эрнст | Подзаголовок «Пештский карнавал» (Pesther Carneval). = Рапсодия № 6 для оркестра.                                              |
| 10             | ми мажор        | 1853           | Бени Эгресси           | Подзаголовок «Прелюдия» (Preludio).                                                                                            |
| 11             | ля минор        | 1853           | Фери Орци              | |
| 12             | до-диез минор   | 1853           | Йозеф Иоахим           | = Рапсодия № 4 для оркестра.                                                                                                   |
| 13             | ля минор        | 1853           | Лео Фестетич           | |
| 14             | фа минор        | 1853           | Ханс фон Бюлов         | = Рапсодия № 1 для оркестра. Она же легла в основу «Венгерской фантазии» для фортепиано и оркестра.                            |
| 15             | ля минор        | 1853           |                        | Основана на мелодии венгерского «Ракоци-марша»                                                                                 |
| 16             | ля минор        | 1882           | Михай Мункачи          | Подзаголовок «Празднество Мункачи в Будапеште» (Budapest Munkácsy-Festlichkeiten).                                             |
| 17             | ре минор        | 1885           |                        | В отличие от других рапсодий, она не основана на венгерских народных мотивах.                                                  |
| 18             | фа-диез минор   | 1885           |                        | Самая короткая рапсодия Листа, имеет подзаголовок «Венгерская выставка в Будапеште» (нем. Ungarische Ausstellung in Budapest). |
| 19             | ре минор        | 1885           |                        | Основана на мелодической теме К. Абраньи «Csardás nobles». Транскрипцию этой рапсодии написал В. Горовиц.                      |

## В массовой культуре
Наибольшую популярность в массовой культуре получила Венгерская рапсодия № 2, части которой (прежде всего, быстрая вторая часть, фриш) часто используются в кинематографе, особенно в мультфильмах (самым известным примером принято считать фортепианное исполнение Тома в 29-м эпизоде «Том и Джерри» «Кошачий концерт» 1946 года). Рапсодия № 6 звучит в фильме Vitus (2006 год, Швейцария); её мелодия заимствована в песне «Ne me quitte pas» (1959 год) бельгийского шансонье Жака Бреля.